# Зайцев, Николай Вячеславович
Николай Вячеславович Зайцев (род. 22 мая 1989 г., город Сызрань Самарская область) — российский артист, исследователь народной песни, деятель искусства и культуры.  С 2017 года — художественный руководитель Уральского государственного академического русского народного хора  Лауреат международных и всероссийских конкурсов в области народно певческого искусства. Режиссер-постановщик концертных программ, в том числе и программ Уральского народного хора. Организатор творческих лабораторий и мастер-классов. Автор исследовательских работ, посвященных сохранению, изучению и пропаганде народно-песенного творчества.

## Биография
Николай Вячеславович Зайцев родился 22 мая 1989 года в городе Сызрани Куйбышевской (Самарской) области. Свою творческую деятельность ведёт с раннего возраста, являясь многочисленным лауреатом международных, всероссийских, областных и городских конкурсов в области народно-песенного искусства. Участвовал:VI Всероссийском конкурсе исполнителей народной песни имени Л.А. Руслановой (г. Саратов); II Всероссийском фестивале – конкурсе «Вечные истины» (г. Москва); Международном конкурсе детского и юношеского творчества «Роза ветров» (г. Москва); IX молодёжных Дельфийских играх России (Московская область); Национальном фестивале-конкурсе традиционного народного творчества молодёжи «Есенинская Русь» (г. Рязань), и многих других.
В 2008 году окончил Сызранский колледж искусств и культуры (отделение народного хора), в 2013 году окончил Российскую академию музыки имени Гнесиных (дирижирование народным хором), в 2015 году - магистратуру Российской академии музыки им.Гнесиных. В 2010-2017 годах был ведущим солистом Государственного академического русского народного хора имени М.Е.Пятницкого. С 2017 года – художественный руководитель Уральского государственного академического русского народного хора.
Неоднократно принимал участия в научно – практических конференциях посвященных проблематики народно – песенного образования в России; Искусству народного пения: традиции, исполнительство, педагогика; Экспедиционной работе. Задачи. Методика. Обработка и систематизация фольклорно-этнографических материалов и др.
С октября 2024 года в составе Совета Президента РФ по культуре и искусству.

## Работы
Автор статей «Проблемы и перспективы развития народно-сценического искусства (из опыта работы с Уральским государственный академическим русским народным хором) опубликованный в сборнике научных статей и методических материалов «Народно-певческое искусство в России: прошлое, настоящее, будущее» - М.: Государственный Российский Дом народного творчества имени В. Д. Поленова
Составитель и автор предисловия к сборнику песен из репертуара Уральского государственного академического русского народного хора
Издан сборник «Голоса Урала» состоящий из аранжировок, обработок и контаминаций песен входящих в репертуар Уральского государственного академического русского народного хора. Автор обработок, составитель и музыкальный редактор Н. Зайцев
Вышел сборник для изучения песенных традиций Урала для школьников «Дети соотечественников и современный мир России»
Подготовлен образовательный проект для уроков музыки в основной школе – 5-7 классы, включающий в себя хрестоматию, а также цифровой познавательный видео квест для изучения традиций Урала на примере репертуара Уральского государственного академического русского народного хора